# Bilisht
Bilisht  è una città dell'Albania, è una frazione del comune di Devoll in Albania (prefettura di Coriza), è situata a 9 km dal confine con la Grecia.
Fino alla riforma amministrativa del 2015 era comune autonomo, dopo la riforma è stato accorpato, insieme agli ex-comuni di Hoçisht, Miras, Progër e Qendër Bilisht a costituire la municipalità di Devoll.